# Shuangyashan
Shuangyashan (chiń. 双鸭山; pinyin Shuāngyāshān) – miasto o statusie prefektury miejskiej w północno-wschodnich Chinach, w prowincji Heilongjiang. W 2010 roku liczba mieszkańców miasta wynosiła 214 007. Prefektura miejska w 1999 roku liczyła 1 482 989 mieszkańców. Gospodarka oparta głównie na przemyśle wydobywczym (węgiel kamienny). Ponadto ośrodek przemysłu metalurgicznego, drzewnego, mineralnego i spożywczego.

## Historia
Pod koniec lat 20. XX wieku w rejonie otworzono kilka kopalni węgla kamiennego, jednak rozwój miasta nastąpił dopiero w latach 50.; w tym czasie populacja Shuangyashan przekroczyła 100 tys. osób.

## Podział administracyjny
Prefektura miejska Shuangyashan podzielona jest na:
- 4 dzielnice: Jianshan, Lingdong, Sifangtai, Baoshan,
- 4 powiaty: Jixian, Youyi, Baoqing, Raohe.